# Jan Breydelstadion
Het Jan Breydelstadion, tot 1998 het Olympiastadion, is een voetbalstadion in de stad Brugge, gelegen in de deelgemeente Sint-Andries. Het stadion is eigendom van de stad Brugge en is de thuishaven van stadsrivalen Club Brugge en Cercle Brugge, die het stadion exploiteren.

## Geschiedenis

### Olympiastadion
In 1973 nam het toenmalige stadsbestuur onder impuls van burgemeester Michel Van Maele het initiatief een gemeentelijk stadion te bouwen voor Club Brugge en Cercle Brugge. Van Maele had eerder al Cercle uit de financiële moeilijkheden gehaald door de stad het Edgard De Smedtstadion te laten aankopen. In 1973 zat Club aan de grond; de grote recettes uit de thuiswedstrijden wogen niet op tegen de dure buitenlandse transfers van Rensenbrink, Houwaart, Geels, Veenstra etc. Door de verhuizing naar een nieuw stadion in eigendom van de stad kon Club weer naar adem happen doordat het nu over de mogelijkheid beschikte het Albert Dyserynckstadion (De Klokke) te verkopen, wat het in 2000 ook deed: toen werd het Albert Dyserynckstadion verkocht aan een projectontwikkelaar en ruimde het plaats voor een woonproject. Dit bracht de clubkas zo'n 2,5 miljoen euro op.
Van 1976 tot 1996 speelde provincialer Eendracht Brugge op De Klokke. Eendracht betaalde daarvoor aan Club Brugge een symbolische jaarlijkse huurprijs van 1 frank.
De gronden achter de kerk van Sint-Andries werden in 1973 aangekocht voor de som van 53 miljoen Belgische frank.
In 1974 werd met de bouw begonnen. Het nieuwe stadion, ontworpen door de architecten Jonckheere (die ook het ontwerp voor de uitbreiding tekenden), kostte 245 miljoen Belgische frank en beschikte over 30.000 plaatsen. De benedenring bestond uit staanplaatsen (22.000) en boven op de oost- en westtribune bood een tweede ring plaats aan in totaal 8.000 zitplaatsen.
In de geest van de Olympische Spelen in München in 1972 kreeg het stadion de naam "Olympiastadion". De afmetingen van het veld bedroegen 110 op 70 meter. Het stadion was en is nog steeds een stedelijk stadion, dus eigendom van de stad Brugge. Club en Cercle betalen huurgeld. De verlichtingsmasten van De Klokke werden gerecupereerd, net als het borstbeeld van ex-voorzitter Albert Dyserynck, dat een nieuwe plaats kreeg voor de hoofdtribune, en de inscriptie "RFCB" boven de ingangspoort, die nu in de voorgevel van het Administratief Centrum Van Maele naast het stadion verwerkt zit.
Club kreeg de zijde links van de hoofdingang toegewezen, Cercle rechts ervan. Die logica respecterend, kreeg de spionkop van Club zijn plaats in de tribune aan de kant van de kerk en het kerkhof van Sint-Andries, die van Cercle in de tribune aan de kant van het Olympiabad. De aftrap in het nieuwe stadion werd gegeven bij aanvang van het seizoen 1975-1976.
Het stadion onderging in de loop der tijden nogal wat facelifts. In 1987 werden in de westtribune het logegebouw en de business-seats ingeplant, wat het verdwijnen van een 1000-tal zitplaatsen met zich bracht. In 1993 werd onder druk van de UEFA overgegaan tot de vervanging van bijna alle staanplaatsen door zitjes, waardoor de capaciteit terugviel tot iets meer dan 18.000 plaatsen.

### Uitbreiding en modernisering
In mei 1995 kregen België en Nederland de organisatie toegewezen voor het Europees Kampioenschap voetbal in 2000. Brugge werd een van de gaststeden en om aan de minimumeisen te voldoen moest het stadion uitgebreid worden tot 30.000 zitplaatsen. Om subsidies te kunnen krijgen moest het stadion ook een andere, meer "Vlaamse" naam krijgen. Er werd gegoocheld met "Noordzeestadion" en "Flandriastadion", maar op voorstel van burgemeester Patrick Moenaert werd Olympia in 1998 herdoopt tot "Jan Breydelstadion", naar de Brugse volksheld uit de veertiende eeuw, Jan Breydel. In 1997-1998 werd de capaciteit verder gereduceerd tot 15.021 door de uitbreiding van het aantal persstoelen, het afsluiten van de laatste staanplaatsen in de hoeken en de aanvang van de werkzaamheden voor Euro 2000.

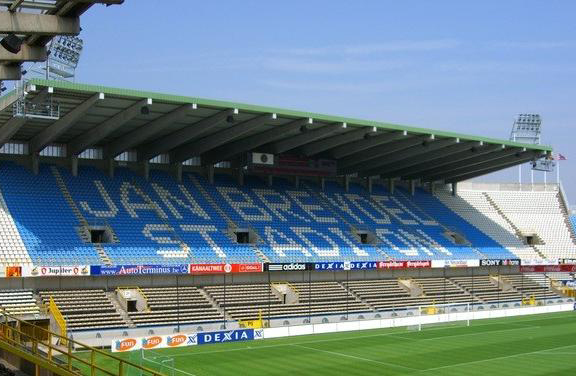
Noordtribune

Tussen 1998 en 1999 werd dan eindelijk begonnen met de eigenlijke uitbreiding van het stadion. De daken werden verwijderd van de tribunes achter de doelen. Deze tribunes en de hoeken tussen deze tribunes en de oosttribune werden opgetrokken tot een dertigtal rijen en een tweede en derde bouwlaag.
De staanplaatsen in de hoeken werden omgevormd tot zitplaatsen. In de noordtribune werden blauwe en witte zitjes geplaatst. Door middel van de witte zitjes werd naar Engels model de naam van het stadion in het blauwe middengedeelte van de tribune geschreven. Dit was en is nog steeds een unicum in België. Andere clubs hebben wel hun naam met zitjes in de tribune geplaatst, maar dit was in het Brugse stadion logischerwijs niet mogelijk. De zuidtribune kreeg zitjes in afwisselend witte en groene stroken. Aan de daken van deze nieuwe tribunes werden nieuwe scoreborden opgehangen.
De klassieke dranghekken werden verwijderd en vervangen door een Brugse uitvinding, een trommelsysteem met kettingen dat ronddraait als iemand er tracht over te raken. Het veld werd verkleind tot 105 bij 68 meter, omdat voor het EK alle velden gelijke afmetingen dienden te hebben. Een nieuwe geluidsinstallatie (80.000 watt) en nieuwe lichtmasten (op de daken, 1.700 lux) werden geplaatst.
De west- en oosttribune werden enigszins opgefrist. De spelerstunnel werd vernieuwd en voorzien van een naar het veld toe uitschuifbaar gedeelte. In de hoek van de oost- en de zuidtribune werd een cabine gebouwd voor de politiediensten. Ten slotte werd ook de onmiddellijke omgeving van het stadion aangepakt: de Olympialaan en de circulatiezones rond het stadion werden opnieuw aangelegd. Totale kostprijs van dit alles bedroeg 410 miljoen Belgische frank, waarvan 250 miljoen van de Vlaamse en federale overheid.
Na 2000 werden nog een aantal aanpassingen aan het stadion uitgevoerd, grotendeels op initiatief van Club Brugge. Er werd een intern tv-circuit geïnstalleerd en de Brugse Sportdienst nam zijn intrek in de oosttribune.
Op 22 juni 2002 werd een tegelwand van kunstenaar en Clubsupporter Benoît Van Innis, met als thema voetbal, onthuld op de gevel van de noordtribune. Verder werd in diezelfde tribune de Extra-Time, een blauw-zwart themacafé, geopend, kreeg de zijde van Club in de hoofdtribune een facelift en werd in de persruimte een collectie Club- en Cercle-memorabilia tentoongesteld. Centraal in die tribune opende Club ook de Telenet Lounge voor het voortaan voor VIP’s bestemde vak daarboven. Club verhuisde zijn secretariaat uit het stadion naar het gebouw "De Klokke", dat herdoopt werd tot "Administratief Centrum Michel Van Maele", als eerbetoon aan de in 2003 overleden ex-voorzitter.
In 2010, meteen na het competitie-einde, werd gestart met de aanleg van veldverwarming onder de grasmat. De werkzaamheden, die aan een strakke planning onderworpen waren, werden kort voor het begin van de volgende competitie afgerond. De Brugse Metten konden dat jaar niet doorgaan. In 2011 werd in twee hoeken van de tribunes een 25 m² groot led-scherm geplaatst. Voorts waren er grondige vernieuwingen van onder andere spelersruimtes van zowel Cercle als Club Brugge.
In de winterstop van het seizoen 2015-2016 verving Club Brugge het veld door een hybride grasmat. In de zomer van 2016 werden, opnieuw op initiatief van Club Brugge, de loges vervangen door één grote VIP-lounge en de business seats gerenoveerd en opengemaakt, zodat de VIP’s de wedstrijd voortaan niet meer achter glas moeten bekijken maar wel op een open en verwarmd terras.

### Nieuw stadion
Sinds 2007 werkt Club Brugge aan een project voor een nieuw stadion, aanvankelijk gepland aan de Oostkampse Baan in Loppem, net ten zuiden van de stad. Het moest beschikken over minstens 40.000 zitplaatsen en zou gecombineerd worden met een groot winkelcomplex. De Vlaamse overheid nam uiteindelijk het dossier in handen en besliste eind 2009 dat het stadion op de Chartreusesite, eveneens in de Brugse zuidrand, moest komen en dat het zou beschikken over 44.600 zitplaatsen. Door de Raad van State werd dit plan eind 2013 van tafel geveegd op basis van het milieueffectenrapport (MER), de waterhuishouding en de mobiliteit. Vervolgens ontwikkelden de Stad Brugge, Cercle en Club Brugge een nieuw dubbelproject, waarbij Club Brugge een nieuw stadion zou bouwen in het noordwesten van de stad, aan de Blankenbergse Steenweg nabij de Blauwe Toren, en Cercle Brugge in een verkleind, grondig verbouwd Jan Breydelstadion zou blijven. Het stadion van Club zou 40 à 45.000 zitplaatsen tellen en dat van Cercle ca. 12.000.
Begin 2020 kende het dossier een nieuwe wending, nadat de stad en Club Brugge bekendmaakten een nieuw stadion te ontwikkelen op de huidige Olympia-site, naast het Jan Breydelstadion. Hierbij is het de bedoeling dat ook Cercle Brugge een nieuw, eigen stadionproject ontwikkelt, elders in de stad. Na voltooiing van het nieuwe stadion van Club Brugge zou het Jan Breydelstadion worden afgebroken. De plannen werden voorgesteld op 21 augustus 2020. Het ontwerp van het Parijse architectenbureau SCAU voorzag in 40.000 overdekte zitplaatsen, waarvan 5.000 business seats. De noordtribune zou uit één blok bestaan naar het voorbeeld van de Gelbe Wand, maar zonder de converteerbare staanplaatsen. Steile tribunes en een lage dakconstructie met een doek, zoals in San Mamés, houden het stadion compact. Vier LED-schermen zweven boven de middenstip. Rondom moet een halfdoorzichtige textielwand het geluid binnen het stadion helpen houden. Het geheel, dat moet voldoen aan de vierde en hoogste categorie van de UEFA-stadionclassificatie, zou volledig door Club Brugge worden bekostigd op grond die het in erfpacht krijgt van de stad. De kostenbegroting werd niet meegedeeld maar zou ongeveer 100 miljoen euro bedragen. De aanvraag van de omgevingsvergunning is voorzien in het najaar van 2020 en de ingebruikname in de loop van het seizoen 2022-2023.

## Tribunecapaciteiten
Westtribune:
- loges: 463 plaatsen
- bovenring: 2327 plaatsen
- benedenring: 2705 plaatsen
- rolstoelsector: 70 plaatsen

Noordtribune:
- bovenring: 6834 plaatsen
- benedenring: 2273 plaatsen

Oosttribune:
- bovenring: 4244 plaatsen
- benedenring: 2722 plaatsen

Zuidtribune:
- bovenring: 5457 plaatsen (bezoekersvak: ±1500 plaatsen)
- benedenring: 1967 plaatsen + 15 rolstoelplaatsen voor bezoekers

## Interlands
Het Belgisch voetbalelftal speelde tot op heden vier officiële interlands in het Jan Breydelstadion. Bij de EK-eindronde in 2000 was het stadion viermaal gastheer van een wedstrijd.
| №                  | Datum            | Wedstrijd              | Uitslag        | Competitie        |                |                |                |
| Olympiastadion     | Olympiastadion   | Olympiastadion         | Olympiastadion | Olympiastadion    | Olympiastadion | Olympiastadion | Olympiastadion |
| ------------------ | ---------------- | ---------------------- | -------------- | ----------------- | -------------- | -------------- | -------------- |
| 1                  | 23 augustus 1989 | België – Denemarken    | 3 – 0          | Vriendschappelijk |                |                |                |
| Jan Breydelstadion |                  |                        |                |                   |                |                |                |
| 2                  | 18 augustus 1999 | België – Finland       | 3 – 4          | Vriendschappelijk |                |                |                |
| 3                  | 11 juni 2000     | Denemarken – Frankrijk | 0 – 3          | EK-eindronde      |                |                |                |
| 4                  | 16 juni 2000     | Tsjechië – Frankrijk   | 1 – 2          | EK-eindronde      |                |                |                |
| 5                  | 21 juni 2000     | Spanje – Joegoslavië   | 4 – 3          | EK-eindronde      |                |                |                |
| 6                  | 25 juni 2000     | Frankrijk – Spanje     | 2 – 1          | EK-eindronde      |                |                |                |
| 7                  | 6 februari 2013  | België – Slowakije     | 2 – 1          | Vriendschappelijk |                |                |                |
| 8                  | 14 november 2017 | België – Japan         | 1 – 0          | Vriendschappelijk |                |                |                |